# Kelly Chen
Kelly Chen (陳慧琳, pinyin Chén Hùilín) est une actrice et chanteuse de cantopop (en cantonais) et de mandopop (en mandarin).

## Biographie

### Enfance et formation
Elle est née Vivian Chen Wai Man (陳慧汶) à Hong Kong le 13 septembre 1973,.

### Carrière

#### Show-business
Elle a fait des études à la Parsons The New School for Design de New York.
Elle commence sa carrière dans le film Whatever Will Be, Will Be (zh) en 1995. La même année, elle sort son premier album en cantonais, Amant ivre (zh). En septembre 1995, elle a chanté dans Mou Tian, composé par Steve Barakatt.
En 1996, Kelly sort son premier album en mandarin, Je ne pense pas que (zh).
En 1997, Kelly donne son troisième album, Rêve de vérité (zh).
Elle cite parmi ses sources d'inspirations, des artistes internationales telles que Sandy Lam, Madonna, Alicia Keys, Macy Gray, Britney Spears, Destiny's Child, Pink, Park Ji-yoon ou encore Hikaru Utada.

#### Ambassadrice de bonne volonté
Depuis 1998, Kelly Chen est ou a été Ambassadrice de bonne volonté (Goodwill Ambassador) pour un nombre considérable d'institutions de Hong Kong : Pour la ville elle-même, pour l'Environnement, pour la Croix-Rouge, pour la Commission Indépendante contre la corruption (ICAC), pour l'Association féminine des scouts, pour le Département de l'Aide Sociale, pour la Promotion de l'apprentissage de l'anglais au travail, pour les Services de réhabilitation des délinquants, pour la Commission pour le Respect des données personnelles, pour le Don d'organes, pour la Poste, pour les œuvres charitables des restaurants McDonald's, pour la Sécurité routière, pour la Promotion de la lecture, pour la Promotion de l'apprentissage du japonais, pour la Promotion de l'Innovation et de l'esprit d'entreprise auprès des jeunes.
Elle a été récompensée comme l’une des « Jeunes Personnes Exceptionnelles du Monde » en 2004 par la Jeune Chambre Internationale et comme « Jeunes Leaders Mondiaux » par le Forum Economique Mondial en 2009.
Elle a finalement lancé son propre fond, le "Kelly Chen Children Education Fund", qui récolte de l'argent pour les enfants défavorisés, et continue à donner des concerts de charité.
Un sondage réalisé en 2002 par la City University of Hong Kong a révélé qu'elle était la star la plus populaire parmi les jeunes. La même année, elle a été la première étrangère à recevoir le prix japonais de la personne la mieux habillée de l'année. En juin 2003, sa statue a été inaugurée au Musée de cire de Madame Tussauds à Hong Kong.

## Filmographie partielle
Elle a débuté en 1995, dans Whatever Will Be, Will Be (仙樂飄飄, Xian Yue Piao Piao, littéralement Musique divine flottant dans l'air).
- Whatever Will Be, Will Be (仙樂飄飄, 1995)
- Lost and Found (en) (天涯海角, 1996)
- Anna Magdalena (安娜瑪德蓮娜, 1998)
- Hot War (幻影特攻, 1998)
- Metade Fumaca (半支煙, 1999) - apparition
- Tokyo Raiders (東京攻略, 2000)
- And I Hate You So (小親親, 2000)
- Lavender (薰衣草, 2000)
- Calmi Couri Appassionati (冷靜與熱情之間, 2001)
- Merry Go Round (初戀拿喳麵, 2001) - apparition
- Infernal Affairs (無間道, 2002)
- Infernal Affairs III (無間道 III, 2003)
- Love Under the Sun (2003)
- Breaking News (大事件, 2004)
- Super Model (我要做Model, 2004) - apparition
- McDull, The Alumni (春田花花同學會, 2006) - OL
- It's a Wonderful Life (心想事成, 2007)
- Le Royaume des guerriers (江山美人, 2008)
- 72 Tenants of Prosperity (72家租客, 2010)
- All's Well, Ends Well 2012

## Discographie
(mai 2016).

### Studio Albums

#### Hong Kong Cantonese
- Intoxicated Lover 醉迷情人 (Décembre 1995)
- Wind, Flower, Snow 風花雪 (Octobre 1996)
- Starry Dreams of Love 星夢情真 (Juin 1997)
- A Movie 一齣戲 (Décembre 1997)
- Da De Dum (I Am Falling Out of Love) Da De Dum（我失戀）(Juillet 1998)
- True Feeling 真感覺 (Février 1999)
- Don't Stop Loving Me 繼續愛我 (Août 1999)
- Paisley Galaxy 花花宇宙 (Mai 2000)
- The Big Day 大日子 (Novembre 2000)
- In The Party (Juillet 2001)
- ASK (19 décembre 2001)
- ASK KELLY (1er février 2002)
- Dynacarnival 飛天舞會 (12 juillet 2002)
- Baby Cat (13 décembre 2002)
- Love 愛 (22 août 2003)
- Stylish Index (23 juillet 2004)
- GRACE AND CHARM (22 décembre 2004)
- Happy Girl (25 août 2006)
- Kellylicious (16 mai 2008)
- Reflection (7 février 2013)
- And Then (15 janvier 2016)

#### Taiwanese Mandarin
- I Don't Think So 我不以為 (Mai 1996)
- Insight 體會 (Août 1997)
- You're Not The Same 你不一樣 (Mars 1998)
- Love Me Or Not 愛我不愛 (Décembre 1998)
- Love You So Much 愛你愛的 (Avril 2000)
- Flying 飛吧 (Août 2001)
- Love Appeared 愛情來了 (10 mai 2002)
- You Don't Mean It 心口不一 (1er août 2003)
- Eternal Sunshine 我是陽光的 (16 septembre 2005)
- Chasing Dreams 微光 (16 mars 2010)

#### Japanese
- GRACE (29 janvier 2002)

### Singles
- The beginning is a cunning morning

### Extended Play
- Kelly Game – Little Kelly 陳慧琳唱遊小時候 (26 mars 2002)

### Remix Albums

#### Hong Kong Cantonese
- Kelly Chen BPM Dance Collection (Mars 2001)

#### Taiwanese Mandarin
- Kelly Chen BPM Dance Collection Volume 4 (Décembre 2001)

### Greatest Hits Albums

#### Hong Kong Cantonese
- True Love Special Edition 真情細說 (1996)
- Who Wants To Let Go 17 Greatest Hits 誰願放手精選十七首 (Décembre 1996)
- Lover's Concerto (Avril 1998)
- Kelly Chen Collection 95-00 (Juin 2000)
- Colors of Love  – New + Best Collection 戀愛情色 (Décembre 1999)
- BELOVED 陳慧琳最愛的主題曲 (Septembre 2002)
- Red 陳慧琳 Red (19 décembre 2003)
- Especial Kelly (21 décembre 2006)

#### Taiwanese Mandarin
- Kelly's Greatest Hits 最愛陳慧琳精選輯 (Mai 1999)
- Shining & Colorful 閃亮每一天 (Novembre 2002)

#### Japanese
- Kelly's Best Collection 1997 (1997)
- Best of Kelly Chen (1998)

### Compilations
- Open Up The Sky 打開天空 (Septembre 1995)

### Video Albums

#### Hong Kong Cantonese
- Who Wants To Let Go 17 Greatest Hits 誰願放手精選十七首 (Décembre 1996)  (VCD/LD)
- Faye and Kelly Party 菲琳派對 (Février 1997) (VCD/LD/DVD)
- I Care About You So Much Music Videos Karaoke 對你太在乎卡拉OK (Mai 1999) (VCD)
- Unprecedentedness Music Videos Karaoke  前所未見精選卡拉OK (Décembre 2004) (VCD/DVD)

#### Taiwanese Mandarin
- Insight 體會 (Août 1997) (VHS)
- Defenseless Heart 心不設防 (1998) (VCD)
- The Best Of Kelly Chen Music Video Vol.1  慧聲慧影精選集1(1999) (DVD)
- Love You So Much 愛你愛的 (Mars 2000) (VCD)
- Flying 飛吧 (Jan. 2002) (VCD)
- Love Appeared 愛情來了 (Mars 2003) (VCD)

### Live Albums
- Starry Dreams of Love Live in Concert 星夢情真演唱會 (Août 1997)
- Kelly Chen Music is Live in Concert 拉闊音樂演唱會 (Mars 1998)
- Kelly Chen Paisley Galaxy Live in Concert 花花宇宙演唱會 (Septembre 2000)
- Go East 5th Anniversary in Concert 正東五週年接力演唱會 (Octobre 2000)
- Music Is Live Concert 拉闊音樂演唱會 (Novembre 2001)
- Kelly Dynacarnival 2002 Concert 陳慧琳飛天舞會演唱會 (Octobre 2002)
- Lost in Paradise 2005 Concert Live 陳慧琳紙醉金迷2005演唱會 (9 décembre 2005)
- Kelly x Jorden Music is Live Concert 陳慧琳 x 陳小春 拉闊演奏廳 (23 octobre 2006)
- Kelly Chen Love Fighters Concert 2008 陳慧琳Love Fighters演唱會2008 (13–18 juin 2008)

### Soundtracks
- Whatever Will Be, Will Be 仙樂飄飄 (Août 1995)
- Mulan 花木蘭 (1998)
- Humdrum Puppy Love 初戀o拿o查麵原聲大碟 (Novembre 2000)
- Lavender Original Movie soundtrack 薰衣草電影原聲大碟 (Décembre 2001)